# Edward Stradling (Politiker, † um 1363)

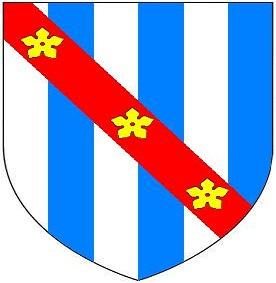
Wappen der Familie Stradling

Sir Edward Stradling (auch Stradlyng) († um 1363) war ein englischer Adliger und Politiker.

## Herkunft und Erbe
Edward Stradling entstammte der Familie Stradling. Er war ein jüngerer Sohn von Peter Stradelinges und von dessen Frau Joan Haweia. Sein Vater hatte als Sohn eines aus Savoyen stammenden Ritters durch die Heirat St Donat’s Castle im walisischen Glamorgan sowie weitere Besitzungen in England erworben. Edward wurde wahrscheinlich nach dem englischen König Eduard I. benannt, denn in der Heimat seines Vaters war der Name Eduard im 14. Jahrhundert sehr ungewöhnlich. Peter Stradelinges starb vor 1314, worauf zunächst Edwards älterer Bruder John de Stradling die Besitzungen erbte. Dieser starb jedoch bald, und spätestens 1316 kam Edward in den Besitz der Ländereien in Glamorgan, Dorset und Somerset.

## Rebell gegen Eduard II.
Als Lord von St Donat’s schloss sich Stradling 1321 der Rebellion der walisischen Marcher Lords gegen Hugh le Despenser an, der sein Lehnsherr in Glamorgan war. Bei der Niederschlagung der Rebellion durch König Eduard II. geriet er im Januar 1322 in Gefangenschaft und seine Güter in England und Wales wurden beschlagnahmt. Nach seiner Freilassung erhielt er seine Besitzungen erst im Juli 1324 zurück, nachdem er £ 200 als Beweis seiner Loyalität gegenüber dem König gezahlt hatte.

## Loyaler Unterstützer von Eduard III.
Nach dem Sturz von König Eduard II. und dessen Günstling Despenser im Herbst 1326 wurde Stradling vom neuen König Eduard III. am 20. Januar 1327 zum Knight of the Bath und Knight Banneret geschlagen. Als loyaler Adliger übernahm er in den nächsten Jahren eine Reihe von vorwiegend lokalen Ämtern in Glamorgan, Somerset und Dorset. 1330 übernahm er die Verwaltung der Besitzungen des 1326 hingerichteten Despenser in Glamorgan. Dazu sollte er mit den Verbleib des 1326 in Wales verschwundenen Schatzes von Eduard II. untersuchen. 1343 diente er als Sheriff und als Verwalter von heimgefallenen Kronlehen in Somerset und Dorset. Im selben Jahr vertrat er Somerset als Knight of the Shire im Englischen Parlament. Von 1346 bis 1347 diente er als Friedensrichter in Somerset und Dorset.

## Ehe und Erbe
Stradling hatte vor 1317 Ellen Strongbow, die Tochter und Erbin von Sir Gilbert Strongbow geheiratet. Durch die Heirat erwarb er zwei Güter in Oxfordshire. Mit ihr hatte er mindestens zwei Söhne, darunter:
- Sir Edward Stradling († um 1394).

Stradling machte größere Schenkungen zugunsten von Neath Abbey, so dass er zu den größten Förderern des Klosters im 14. Jahrhundert gehörte. In seinen letzten Lebensjahren ist es schwierig, in Urkunden zwischen ihm und seinem gleichnamigen Sohn Edward zu unterscheiden. Letztmals gesichert wird Stradling im Juli 1352 erwähnt, doch sein Sohn Edward huldigte als sein Erbe erst 1363 seinen Lehnsherren. Stradlings jüngerer Sohn, dessen Vorname nicht bekannt ist, heiratete Sarah Berkerolles. Ein Sohn aus dieser Ehe, John Stradling (* um 1351) soll Stammvater der Familie Stradling aus Kenfig gewesen sein.